# Diecezja Orleanu
Diecezja Orleanu – diecezja Kościoła rzymskokatolickiego w środkowej Francji. Powstała w III wieku, obecny kształt terytorialny uzyskała w 1822 roku. Przez większość swojej historii należała do metropolii Bourges, jednak po jej likwidacji w 2002 roku, została włączona do metropolii Tours.